# Alexander Friedleben
Alexander Theodor Engelhardt Friedleben (* 19. März 1819 in Frankfurt am Main; † 11. April 1878 ebenda) war ein Politiker der Freien Stadt Frankfurt.

## Familie
Friedleben war der Sohn des Lehrers Dr. phil Theodor Friedleben. Der Jurist Julius Friedleben war sein Bruder. Am 27. April 1845 heiratete er in erster Ehe. Aus dieser Ehe gingen zwei Söhne und zwei Töchter hervor. 1866 starben die erste Ehefrau und ein Sohn. Der zweite Sohn starb 1874. Am 12. Mai 1867 heiratete er in zweiter Ehe. Aus dieser Ehe ging ein Sohn hervor, der im Kindesalter starb.

## Leben
Er besuchte 1828 bis 1837 die Katharinenschule und das Städtische Gymnasium in Frankfurt. Danach studierte er ab dem 11. Mai 1838 an der Universität Bonn Medizin und wurde dort 1842 zum Dr. med. promoviert. Seine Doktorarbeit trug den Titel „Hippocratis Coi biologiae explicatio nova“. Im gleichen Jahr wurde er in Frankfurt als Arzt zugelassen. Er eröffnete eine Praxis als Allgemeinmediziner in Frankfurt-Sachsenhausen. 1842 übersetzte er das Werk „Die physische Pflege der Kinder in deren ersten Lebenszeit“ von A. Donneé. Von 1843 bis 1853 war er auch Armenarzt in Sachsenhausen.
1860 wurde er korrespondierendes Mitglied der Société de Génève.

## Politik
In der Revolution von 1848/1849 in der Freien Stadt Frankfurt gehörte er zu den führenden Liberalen der Stadt. Er war 1848 Gründer und bis zu seinem Tod Präsident des Sachsenhäuser Bürgervereins. Am 25. Oktober 1848 wurde er in die Constituierende Versammlung der Freien Stadt Frankfurt gewählt. Er gehörte dem Gesetzgebenden Körper 1866 an.